# ناوهیرو تامورا
ناوهیرو تامورا (انگلیسی: Naohiro Tamura؛ زادهٔ ۳ ژوئیهٔ ۱۹۷۸) بازیکن فوتبال اهل ژاپن است.
از باشگاه‌هایی که در آن بازی کرده‌است می‌توان به باشگاه فوتبال گامبا اوساکا و باشگاه فوتبال ساگان توسو اشاره کرد.